# تاكاشي ايزوكا
تاكاشي ايزوكا (باليابانية: 飯塚高史؛ بالكانا: いいづか たかし) هو مصارع محترف ياباني، ولد في 2 أغسطس 1966 في موروان في اليابان.

## روابط خارجية
- تاكاشي ايزوكا على موقع CageMatch worker (الإنجليزية)
- تاكاشي ايزوكا على موقع قاعدة بيانات المصارعة على الإنترنت (الإنجليزية)